# Dětkovice
Dětkovice (deutsch Dietkowitz) ist eine Gemeinde in Tschechien. Sie liegt sechs Kilometer nordwestlich von Morkovice-Slížany und gehört zum Okres Vyškov.

## Geographie
Dětkovice befindet sich in den nördlichen Ausläufern der Litenčické vrchy am Übergang zur Obermährischen Senke (Hornomoravský úval). Der Ort erstreckt sich quer zur Talmulde des Baches Dětkovický potok. Südlich erhebt sich die Lopata (429 m).
Nachbarorte sind Dřevnovice, Těšice und Tištín im Norden, Koválovice u Tištína im Nordosten, Osíčany, Okluky und Prasklice im Osten, Pačlavice im Südosten, Zdravá Voda, Lhota, Boří za Zdravou Vodou und Vanovsko im Süden, Orlovice und Moravské Málkovice im Südwesten sowie Švábenice im Nordwesten.

## Geschichte

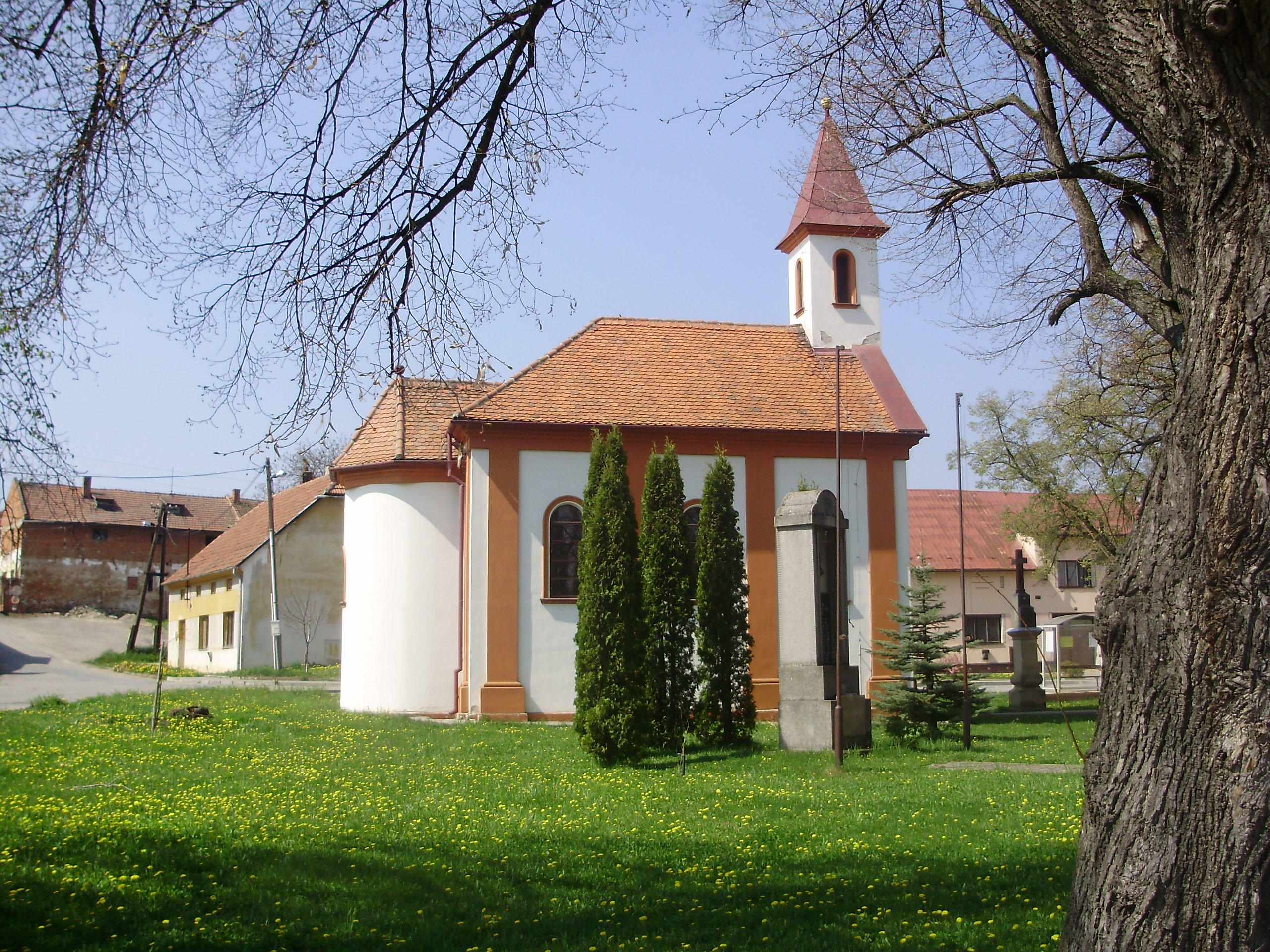
Kapelle des hl. Florian

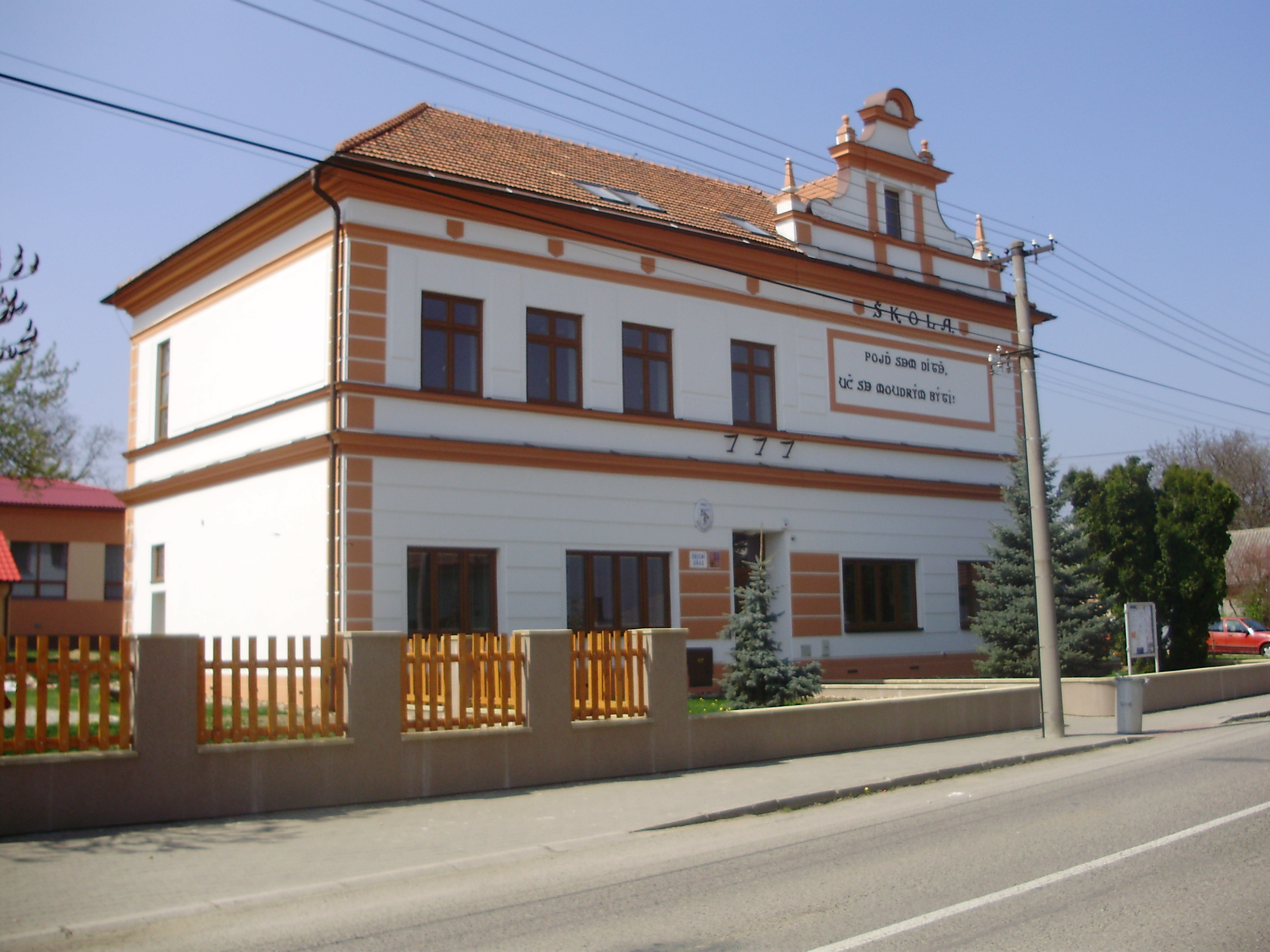
Alte Schule

Die erste schriftliche Erwähnung des Dorfes erfolgte im Jahre 1311 als Vítek von Schwabenitz zusammen mit seinem Sohn Jan dem Augustinerkloster auf dem Zderaz bei Prag anderthalb Huben des Dorfes zur lebenslangen Nutznießung der Matrone Lukarda, eines Schützlings von Víteks erster Frau Anežka, überließen. Die Herren von Schwabenitz hielten nur einen kleinen Anteil des Dorfes, der überwiegende Teil befand sich im Besitz der Vladiken von Dětkovice. Diese erwarben zu Beginn des 15. Jahrhunderts das gesamte Dorf. Im Jahre 1466 überschrieb Ondřej von Zástřizl und Dětkovice das Dorf seiner Frau Hedwig. Im selben Jahre wurde Dětkovice zum Sitz von Wilhelm von Zástřizl. Tobias von Obřanské Hory erwarb zum Ende des 15. Jahrhunderts einen Teil der Güter. Er veräußerte die 1503 an Nikolaus Zendler von Hof. 1511 erwarben Vilém, Výšek und Jan Hynek von Veselice diesen Anteil einschließlich des Hofes. Danach wurde ganz Dětkovice zum Gut Pačlavice untertänig. Der Hof Dětkovice wurde 1846 zum Großgut erweitert.
Nach der Aufhebung der Patrimonialherrschaften bildete Dětkovice ab 1850 eine Gemeinde in der Bezirkshauptmannschaft Kremsier. In den Jahren 1870 und 1874 wurde das Dorf von Großbränden heimgesucht. 1885 brach die Cholera aus. Zum Ende des 19. Jahrhunderts wurde der Ort als Dědkovice bezeichnet. 1887 wurde in Dětkovice eine Dorfschule eingerichtet, zuvor erfolgte der Unterricht in Schwabenitz. 1908 wurde der zweiklassige Unterricht aufgenommen, ab 1945 wurde in Dětkovice nur noch einklassig unterrichtet. 1927 erfolgte die Elektrifizierung. Im Zuge der Zwangskollektivierung entstand 1950 JZD Dětkovice. Im selben Jahre wurde das Dorf in den Okres Vyškov umgegliedert. 1976 erfolgte die Eingemeindung nach Švábenice. 1990 löste sich Dětkovice wieder los und bildet seither eine eigne politische Gemeinde. Dětkovice ist Teil der Mikroregion Ivanovická brána.

## Gemeindegliederung
Für die Gemeinde Dětkovice sind keine Ortsteile ausgewiesen.

## Sehenswürdigkeiten
- Kapelle des hl. Florian am Dorfanger, errichtet 1899 mit Unterstützung des Dekans Josef Dostál
- Alte Schule, heute Sitz des Gemeindeamtes
- Kreuzweg, geweiht 1925
- Denkmal für die Opfer des Ersten Weltkrieges, neben der Kapelle
- zwei steinerne Kreuze bei den Häusern Nr. 98 und 104
- Naturdenkmale Nad Medlovickým potokem und Roznitál, südwestlich des Dorfes
- Wallfahrtskapelle Jezírko, südlich des Ortes, erbaut 1889